# 新木薑子棒粉蝨
新木薑子棒粉蝨（学名：Aleuroclava neolitseae）为粉蝨科棒粉蝨屬下的一个种。